# 韩雪振
韩雪振（1999年4月28日—）是一名中國男子拳擊運動員。他在2022年亞洲運動會92公斤級項目中贏得銀牌。

## 背景
韓雪振出生於河南省開封市杞縣。他在12歲時進入少林塔溝武術學校，但與同齡人專攻散打不同，他選擇改學拳擊。2015年，學校選拔他進入河南省拳擊隊。

## 職業生涯
2023年5月，韓雪振參加2023年世界男子拳擊錦標賽重量級賽事。他擊敗馬爾科·查利奇（Marko Čalić）後，在16強戰中輸給穆斯利姆·加吉馬戈梅多夫。
2023年10月，韓雪振參加2022年亞洲運動會的92公斤級比賽，在決賽中輸給达夫拉特·博尔塔耶夫。他獲得銀牌並取得了参加2024年夏季奧林匹克運動會的資格。在2024年夏季奧林匹克運動會男子重量級（92公斤級）拳擊比賽上，以1:4不敵西班牙選手恩曼恩曼紐爾·雷耶斯，止步於16強。

## 外部連結
- 韩雪振在BoxRec（英语）